# Fasces

Fasces romano.

Los fasces (masculino plural por ser una palabra plurale tantum proveniente del latín fascis, «haz», «manojo») o haz de lictores eran la unión de 30 varas (generalmente de abedul u olmo, una por cada curia de la Antigua Roma), atadas de manera ritual con una cinta de cuero rojo formando un cilindro que sujeta un hacha común o una labrys. 

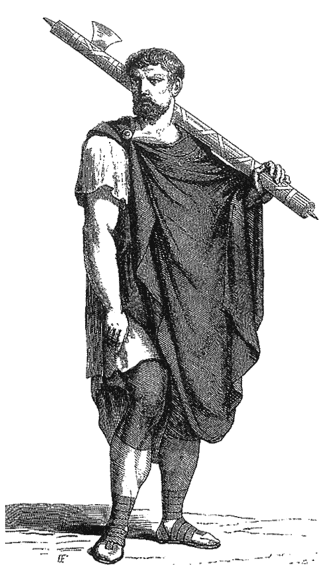
Lictor portando un fasces.

## Origen
En origen era el emblema del poder militar de los reyes etruscos, adoptado igualmente por los monarcas romanos, que pervivió durante la república y parte del imperio. Tradicionalmente, significa poder, por el haz de varas, «la unión hace la fuerza», puesto que es más fácil quebrar una vara sola que quebrar un haz, y por el hacha, la justicia implacable sobre la vida y la muerte. 
Desde los comienzos de la República romana, los fasces eran llevados al hombro por un número variable de lictores, fasces lictoriae, que acompañaban a los magistrados curules como símbolo de la autoridad de su imperium y su capacidad para ejercer la justicia, como poder de coerción y castigo (el haz de varas para la flagelación y el hacha para la pena de muerte). Sin embargo, después de las leyes de las Doce Tablas, ningún magistrado romano podía ejecutar sumariamente a un ciudadano romano.
Dentro del pomerium, el límite sagrado de Roma, los fasces no podían llevar el hacha, indicando que dentro de la ciudad los magistrados curules tenían derecho de castigar, pero no de ejecutar. Tan solo al dictador le estaba permitida la inserción del hacha.
El rey de la Antigua Roma llevaba fasces. El cargo de rey no era hereditario, aunque sí vitalicio. El rey llevaba un manto púrpura, cetro de marfil y corona de oro y era precedido en las calles por doce auxiliares o lictores que llevaban los fasces o varas entrelazadas, de las que salía una hoja de hacha, como símbolo de su autoridad.

## Simbología actual
El Imperio romano fue muy rico en símbolos, algunos de los cuales, como voluntad de identificarse con su poder, justicia y gloria, han llegado hasta nuestros días, por ejemplo:
- En los iconos fascistas italianos adoptados por el gobierno de Benito Mussolini.
- En el escudo de Francia desde que ha adoptado la forma de Estado republicano.
- En la policía de Noruega y Suecia.
- Forma parte del emblema de la Guardia Civil española, indicando su capacidad de vigilancia y de salvaguardia, muy similar al de los lictores romanos.
- Este símbolo forma parte del escudo del Cuerpo Jurídico Militar de las Fuerzas Armadas Españolas, rodeado por una corona de hojas de roble.
- Aparece en el Congreso de los Estados Unidos, flanqueando la tribuna del orador y a los lados de la frase In God We Trust («Confiamos en Dios»), así como en los pilares del trono de la escultura de Abraham Lincoln (de Adam Chester French), en Washington D. C.
- Figura en los laterales de la efigie de Abraham Lincoln en el Lincoln Memorial de Washington.
- Fue usado como símbolo de las revoluciones de Latinoamérica[cita requerida].
- Es la Insignia Distintiva del Servicio de «Justicia Militar», perteneciente al Ejército Mexicano.
- Se utiliza en el escudo del departamento colombiano de Norte de Santander.
- Fue adoptado por el Congreso de Cúcuta para el escudo de la Gran Colombia.
- Figura en el escudo de Ecuador desde 1830.
- Aparece en el Escudo de Cuba desde 1849. El haz de varas está coronado por un gorro frigio, símbolo moderno de la libertad y de la república.
- Se encuentra en la fachada del Palacio de Justicia de Buenos Aires, como así en la sede de la Legislatura de la Provincia de Santa Fe, en la ciudad capital de esta misma.
- Se halla la fachada del Palacio de los Tribunales de Justicia de Valparaíso, en Chile.
- Aparece en el escudo de la Policía Metropolitana en Montevideo, capital de Uruguay.
- Figura en el escudo del Partido Nacional, partido político uruguayo.
- Se puede ver en el escudo del Estado de Colorado debajo del lema «Unión y Constitución».
- Se aprecia también en el monumento a Francisco de Miranda del Panteón Nacional de Venezuela
- Están esculpidas por pares, en las cuatro caras de la base de la columna del Monumento a la Independencia de México.
- Es parte del Monumento a la Independencia que se encuentra en la llamada plaza Grande, en el centro histórico de Quito, Ecuador. Fue inaugurado el 10 de agosto de 1906, recordando la gesta revolucionaria del 10 de agosto de 1809, y la masacre de los patriotas el 2 de agosto de 1810. Estos fasces están sostenidos con la mano izquierda de la «dama de la libertad» y apoyados sobre un orbe.
- Figura en el «Monumento a los Próceres» en la plaza Libertad de San Salvador, El Salvador, sostenido en la mano izquierda de una mujer, quien es una alegoría de la República.
- Aparece en el escudo y la bandera del cantón suizo de San Galo.
- Figura también en forma de columnas protectoras alrededor del Monumento a Giuseppe Garibaldi, escultura ecuestre en honor a dicha personalidad ubicada en la plaza Italia, en el barrio de Palermo, Buenos Aires, Argentina.